# Hyles lafitolei
Hyles lafitolei är en fjärilsart som beskrevs av Thierry-mieg 1889. Hyles lafitolei ingår i släktet Hyles och familjen svärmare. Inga underarter finns listade i Catalogue of Life.